# Podismopsis dolichocerca
Podismopsis dolichocerca är en insektsart som beskrevs av Ren, Bingzhong, Fengling Zhang och Yiping Zheng 199. Podismopsis dolichocerca ingår i släktet Podismopsis och familjen gräshoppor. Inga underarter finns listade i Catalogue of Life.